# 2020년 홀로 폭탄 테러
2020년 홀로 폭탄 테러(2020 Jolo bombings)는 2020년 8월 24일 아부 사야프 그룹의 지하드주의자로 추정되는 반군이 필리핀 술루주 홀로에서 폭탄 2개를 터뜨려 14명이 사망하고 75명이 부상을 입었을 때 발생했다. 첫 번째 사건은 필리핀 육군 요원이 코로나19 인도주의적 노력 수행을 지원하면서 발생했다. 두 번째 자살 폭탄 테러는 카르멜산 대성당 근처에서 자행되었다.

## 같이 보기
- 필리핀 내전
- 대 IS 군사 개입
- 테러와의 전쟁